# Michael-Sebastianskirche (Neckarrems)

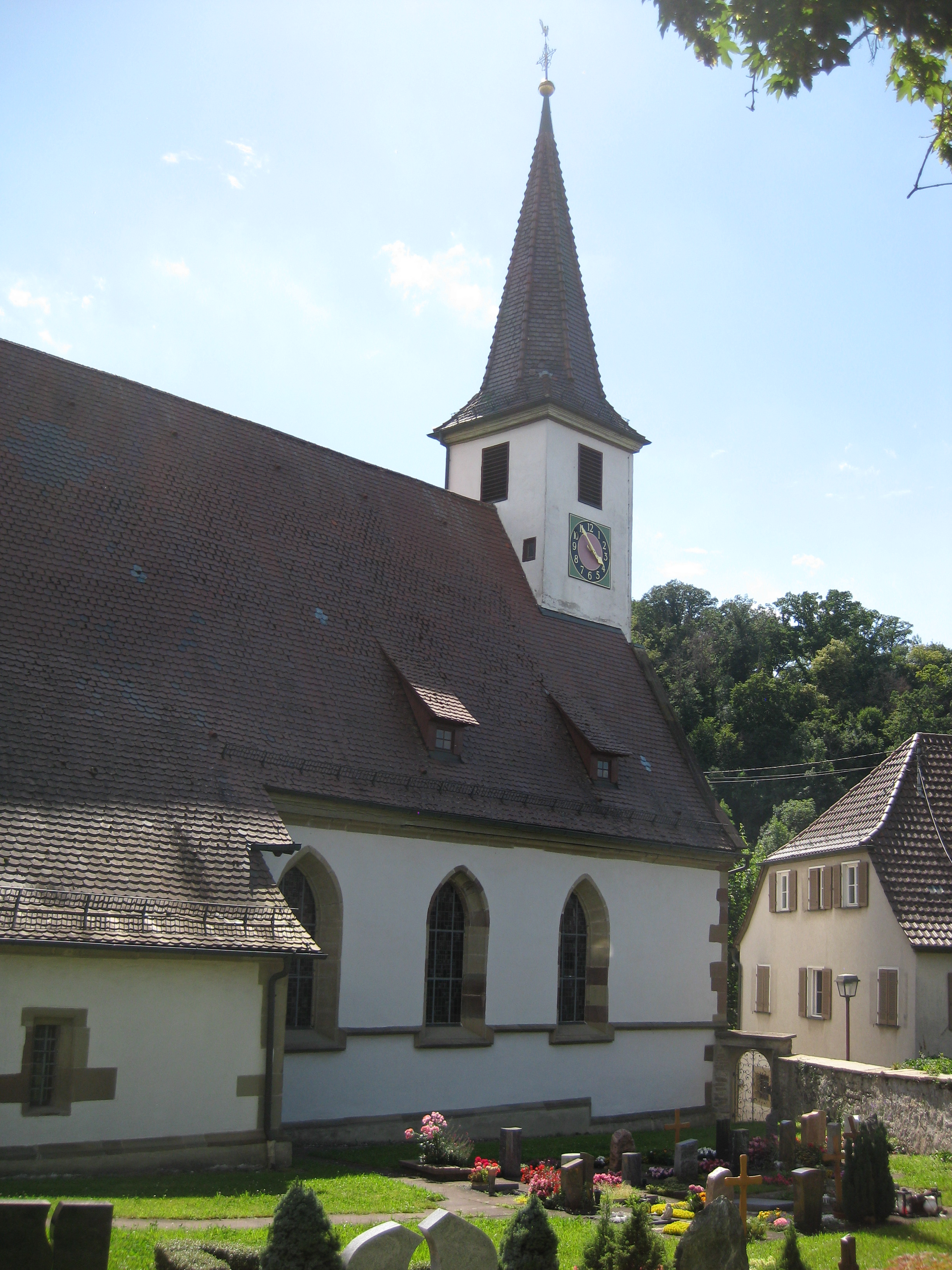
Michael-Sebastianskirche in Neckarrems

Die evangelische Michael-Sebastianskirche steht in Neckarrems, einem Stadtteil von Remseck am Neckar im Landkreis Ludwigsburg in Baden-Württemberg. Das Bauwerk ist beim Landesamt für Denkmalpflege Baden-Württemberg als Baudenkmal eingetragen. Die Kirchengemeinde gehört zum Kirchenbezirk Ludwigsburg in der Evangelischen Landeskirche in Württemberg.

## Beschreibung
Die spätgotische Saalkirche wurde im 15. Jahrhundert errichtet. Sie besteht aus einem Langhaus und einem eingezogenen, von Strebepfeilern gestützten Chor mit Fünfachtelschluss im Osten. Der 1787 nach Plänen von Johann Adam Groß dem Jüngeren hinzugefügte Giebelreiter über der Fassade im Westen ist mit einem achtseitigen Knickhelm bedeckt und enthält die Turmuhr und den Glockenstuhl.
Der Innenraum des Chors ist mit einem Sterngewölbe überspannt. An den Brüstungen der Emporen befinden sich Tafelbilder, auf denen die Apostel dargestellt sind.